# 上海傳奇
《上海傳奇》（英語：Au Revoir Shanghai；前名《上海風雲》）是香港電視廣播有限公司製作的民初恩仇電視劇，由苗僑偉、黃宗澤、向海嵐及楊思琦主演，全劇共20集，監製張乾文。於2008年8月12日至9月8日在無綫劇集台首播，2013年9月2日至9月30日在翡翠台首播。

## 演員表

### 春風樓
| 演員   | 角色     | 關係 | 暱稱                 |
| 苗僑偉 | 聶 進    | 唐茵之夫 聶曼華之父 何水秀之知己 顧長城前手下（其妻亡後已退出江湖） 石世九大佬兼岳父 前「春風小館」老闆（第8集變賣） 「春風樓」老闆（第8集擴大營業） 打劫「華生銀行」時錯手殺害馬祖祥 收留何水秀、馬王氏 第20集殺害顧長城                                   | 大佬進 進哥          |
| 楊思琦 | 聶曼華   | 聶進、唐茵之女 瑞士留學生 顧學之前女友 石世九之妻 「春風樓」小籠包廚師兼太子女 童年由李蘊飾演 | 曼華 大小姐 牛王妹   |
| 林漪娸 | 吳 萍    | 「春風樓」副經理 高志堅之妻 未婚前為顧家下人 第19集為救聶進一家遭炸彈炸死 | 萍姨                 |
| 向海嵐 | 何水秀   | 馬祖祥之妻 馬王氏之媳 聶進之知己 第4集救起袁彩芬 「中西美食大決鬥」以小籠包獲勝（第8集） 「春風樓」廚師（第19集請辭） 「南京水秀小籠包」老闆娘（第20集） | 阿秀 秀姐 小籠包皇后 |
| 黃宗澤 | 石世九   | 聶進之手下 「春風樓」職員 聶曼華之夫 高志堅養子 第7集接管吳淞區街市 趙有財獄友兼大佬 東、威之大佬 第8集升為「長僑俱樂部」顧學之私人助理 與賀振邦合作蒐集顧長城犯罪證據（臥底） 第19集遭趙有財出賣 第19集遭顧長城打傷頭部昏迷（第20集甦醒） 童年由李日昇飾演 | 九仔 九哥            |
| 李成昌 | 高志堅   | 聶進之手下 「春風樓」職員 吳萍之夫 為救石世九被游閘北開槍射死（第18集） | 堅 老鬼              |
| 夏 萍  | 馬王氏   | 馬祖祥之母 何水秀之奶奶 長居「春風樓」 第19集與何水秀回南京 | 馬老太               |
| 康 華  | 何玉蘭   | 在街邊幫人做針黹補衣褲 何水秀短期老闆 第8集罷市時至「春風樓」幫忙 | 蘭姐                 |
| 陳榮峻 | 陳 醒    | 聶進之手下 賭徒 陳骰之父 「春風樓」職員 打劫「華生銀行」時右腿遭馬祖祥開槍打傷 | 老醒                 |
| 伍文生 | 陳 骰    | 陳醒之子 「春風樓」跑堂 | 骰仔                 |
| 楊嘉諾 | 司徒無涯 | 聶進之手下 「春風樓」職員 | 老涯                 |
| 羅泳嫻 | 袁彩芬   | 宣统帝之淑妃 因已经是民國所以流落民間 第3集险病逝 第4集获何水秀获救 在「春風楼」做侍女 第16集被吳俊龍殺害 | 彩芬(可憐芬)/粉包包  |
| 楊施詩 | 蔡 嬌    | 街市魚販 周磐表妹 第8集罷市時至「春風樓」幫忙 | 阿嬌                 |

### 顧家
| 演員   | 角色   | 關係 | 暱稱        |
| 高 雄  | 顧長城 | 金艷紅之夫 顧學之之養父 金大川之姐夫 黑幫大佬 「長僑俱樂部」老闆 聶進之大佬 長期收買洋人皮禮士 唐茵情夫兼契哥（曾強姦唐茵） 幕後主使金大川開車撞死唐茵 殺害金大川、周磐、高志堅幕後主使 走私軍火被賀振邦查獲（第12集） 第19集販賣假酒遭逮捕（因罪證不足被釋放） 第19集開槍打傷石世九 第20集遭聶進開槍打死 | 老大 顧老闆 |
| 雪 妮  | 金艷紅 | 顧長城之妻 金大川之姊 顧學之養母 |             |
| 駱應鈞 | 金大川 | 金豔紅之弟 顧長城舅仔 顧學之之舅父 「長僑俱樂部」經理 因與李志昌串通騙「長僑俱樂部」金錢而遭停職（第11集） 受顧長城主使，開車撞死唐茵 不滿顧長城買兇殺自己、轉而幫陳元芳（第12集） 第16集遭游閘北所殺 | 金爺        |
| 陳國邦 | 顧學之 | 顧長城、金豔紅之養子 金大川之外甥（無血緣關係） 聶曼華前男友 「長僑俱樂部」經理 工部局第一位華人主席 | Sam 顧少爺  |
| 陳 琪  | 月 桂  | 顧家下人 |             |
| 趙麗麗 | -      | 顧家下人 |             |

### 警察
| 演員   | 角色   | 關係                                                                                   | 暱稱   |
| 戴志偉 | 鄧局長 | 上海警察局長 洪尚獅之上司 因藏有姨太一事被顧學之發現，受威脅被迫幫顧長城脫罪（第12集） |        |
| 王 青  | 洪尚獅 | 上海吳淞區偵測部隊長 賀震邦上司兼師父                                                  | 洪探長 |
| 郭政鴻 | 賀震邦 | 上海吳淞區偵測部便衣警察 洪尚獅之徒兼下屬 何水秀之恩人 第20集升為探長                  | 賀探長 |
| 湯俊明 | -      | 上海吳淞區偵測部便衣警察 洪尚獅之下屬                                                  |        |
| 王基信 | -      | 上海吳淞區偵測部便衣警察 洪尚獅之下屬                                                  |        |
| 楊鴻俊 | -      | 上海吳淞區偵測部便衣警察 洪尚獅之下屬                                                  |        |
| 劉天龍 | -      | 上海吳淞區偵測部便衣警察 洪尚獅之下屬                                                  |        |
| 胡麒豐 | -      | 上海吳淞區偵測部便衣警察 洪尚獅之下屬                                                  |        |
| 葉 暐  | -      | 上海吳淞區偵測部警察 洪尚獅之下屬 訛騙何水秀金錢以換其夫骨灰                           |        |
| 陸駿光 | -      | 上海吳淞區偵測部警察 洪尚獅之下屬                                                      |        |
| 賀文桀 | -      | 上海吳淞區偵測部警察 洪尚獅之下屬                                                      |        |

### 上海黑幫
| 演員   | 角色     | 關係                                                             | 暱稱        |
| 高 雄  | 顧長城   | 參見顧家                                                         | 老大 顧老闆 |
| 駱應鈞 | 金大川   | 參見顧家                                                         | 金爺        |
| 苗僑偉 | 聶 進    | 參見春風樓                                                       | 大佬進 進哥 |
| 黃宗澤 | 石世九   | 參見春風樓                                                       | 九仔 九哥   |
| 陳榮峻 | 陳 醒    | 參見春風樓                                                       | 老醒        |
| 李成昌 | 高志堅   | 參見春風樓                                                       | 老堅 老鬼   |
| 楊嘉諾 | 司徒無涯 | 參見春風樓                                                       | 老涯        |
| 敖嘉年 | 游閘北   | 顧長城手下 於第18集被石世九殺害                                  |             |
| 歐瑞偉 | 周 磐    | 聶進手下 「磐記」魚販 蔡嬌表哥 第14集為救鄭發被游閘北開槍打死    | 老磐        |
| 張達倫 | -        | 顧長城手下                                                       |             |
| 柯 嵐  | -        | 顧長城手下                                                       |             |
| 麥嘉倫 | 蕭 堃    | 金大川手下 因毆打谷志德，陷害石世九遭冤枉（第10集）              |             |
| 李啟傑 | 黃添勝   | 金大川手下 第6集因辦事不利被趕出上海 第7集放火燒「春風小館」廚房 | 勝          |
| 卓 躒  | -        | 黃添勝手下 第7集放火燒「春風小館」廚房                           |             |
| 盧永匡 | -        | 黃添勝手下 第7集放火燒「春風小館」廚房                           |             |
| 趙永洪 | 阿 東    | 原為金大川手下 第7集成為石世九手下                               |             |
| 趙敏通 | 阿 威    | 原為金大川手下 第7集成為石世九手下                               |             |
| 蕭徽勇 | 趙有財   | 石世九獄友兼手下 第19集出賣石世九臥底身份                        | 肥仔財      |
| 趙樂賢 | -        | 顧學之手下                                                       |             |
| 黃子衡 | -        | 顧學之手下                                                       |             |

### 其他演員
| 演員   | 角色   | 關係                                                                             | 暱稱 |
| 郭羨妮 | 唐 茵  | 聶進之妻 聶曼華之母 顧長城之契妹，遭其強姦 第1集遭金大川開車所撞去世             |      |
| 鄭家生 | 鄭 龍  | 聶進仇家兼手下敗將                                                               |      |
| 林遠迎 | 鄭 虎  | 聶進仇家兼手下敗將                                                               |      |
| 鄧梓峰 | 馬祖祥 | 馬王氏之子 何水秀之亡夫 「華生銀行」出納員 于第1集遭聶進錯手開槍打死             |      |
| 河國榮 | 皮禮士 | 「工部局」主席 被顧長城收買                                                      |      |
| 梁健平 | -      | 「華生銀行」經理 馬祖祥被殺案證人（第1集）                                       |      |
| 曾守明 | -      | 黑幫大佬（第1集）                                                                |      |
| 張智軒 | -      | 搶何水秀金錢（第1集）                                                            |      |
| 沈可欣 | -      | 「長僑俱樂部」侍應（第1集）                                                      |      |
| 雷 恩  | -      | 「長僑俱樂部」侍應（第1集）                                                      |      |
| 何慶輝 | -      | 「長僑俱樂部」荷官（第1集）                                                      |      |
| 裘卓能 | -      | 「長僑俱樂部」荷官（第1集）                                                      |      |
| 陳勉良 | -      | 「祥興號」魚販（第1集）                                                          |      |
| 華忠男 | -      | 「祥興號」魚販（第1集）                                                          |      |
| 張國威 | -      | 「祥興號」魚販（第1集）                                                          |      |
| 何啟南 | -      | 外地流氓 在街市搗亂遭顧長城手下打跑（第2集）                                     |      |
| 甘子正 | -      | 外地流氓 在街市搗亂遭顧長城手下打跑（第2集）                                     |      |
| 何俊軒 | -      | 外地流氓 在街市搗亂遭顧長城手下打跑（第2集）                                     |      |
| 何俊軒 | -      | 「春風樓」顧客（第9集）                                                          |      |
| 何俊軒 | -      | 獄警 遭顧長城收買殺害陳元芳（第15集）                                            |      |
| 梁烈唯 | -      | 欠债者 逃跑中不慎撞到聶進，因而揭發何水秀其夫骨灰為香灰（第2集）                 |      |
| 曾健明 | -      | 「泰昌旅館」老闆（第3集）                                                        |      |
| 簡慕華 | -      | 「華生銀行」職員（第5集）                                                        |      |
| 張漢斌 | -      | 「華生銀行」職員（第5集）                                                        |      |
| 楊證樺 | -      | 顧長城所派殺何水秀之殺手（第5集）                                                |      |
| 高俊文 | -      | 「聖約瑟醫院」院長（第20集）                                                     |      |
| 魏惠文 | -      | 「聖約瑟醫院」醫生（第5集）                                                      |      |
| 林敏儀 | -      | 「聖約瑟醫院」護士（第5集）                                                      |      |
| 朱婉儀 | -      | 「聖約瑟醫院」護士（第5集）                                                      |      |
| 鄧汝超 | 孫敬和 | 「華生銀行」職員 金大川收買之內應 于第5集被迫舉槍自盡                            |      |
| 秦 煌  | 陳元芳 | 顧長城眼中釘 遭顧學之嫁禍為殺死鄭發、周磐 第15集遭顧長城收買的獄警殺害，窒息而死 |      |
| 劉深宜 | -      | 記者（第5集）                                                                    |      |
| 鍾建文 | -      | 記者（第5集）                                                                    |      |
| 詹秀君 | -      | 記者（第5集）                                                                    |      |
| 潘芷蕾 | -      | 客人（第5集）                                                                    |      |
| 諾 思  | -      | 顧長城之祕書（第5集）                                                            |      |
| 湯展雄 | -      | 不良童黨（第5集）                                                                |      |
| 陳 堃  | -      | 不良童黨（第5集）                                                                |      |
| 蘇晉霆 | -      | 不良童黨（第5集）                                                                |      |
| 黃子衡 | -      | 不良童黨（第5集）                                                                |      |
| 許明志 | -      | 不良童黨（第5集）                                                                |      |
| 鄭世豪 | -      | 不良童黨（第5集）                                                                |      |
| 麥子樂 | -      | 不良童黨（第5集）                                                                |      |
| 余慕蓮 | -      | 菜販 因不滿警察、消防多次收取保護費而罷市（第8集）                               |      |
| 邵卓堯 | 七 叔  | 菜販 因不滿警察、消防多次收取保護費而罷市（第8集）                               |      |
| 黎秀英 | 昌 嬸  | 菜販 因不滿警察、消防多次收取保護費而罷市（第8集）                               |      |
| 郭德信 | -      | 金大川之友（第6集）                                                              |      |
| 黃文標 | -      | 陳醒債主（第6集）                                                                |      |
| 趙樂賢 | -      | 陳醒債主（第6集）                                                                |      |
| 寧 進  | -      | 陳醒債主（第6集）                                                                |      |
| 寧 進  | -      | 記者（第12集）                                                                   |      |
| 黃俊紳 | -      | 苦力（第7集）                                                                    |      |
| 李岡龍 | -      | 黑市打拳老闆（第7集）                                                            |      |
| 翟兆麟 | -      | 欠倩者（第7集）                                                                  |      |
| 羅詠嫻 | 陳 太  | 陳元芳之妻（第7集）                                                              |      |
| 林淑敏 | 周 萍  | 當紅明星（第8集）                                                                |      |
| 凌禮文 | 泉 叔  | 街坊（第8集）                                                                    |      |
| 王維德 | -      | 陳元芳手下（第8集）                                                              |      |
| 彭冠中 | -      | 「長僑俱樂部」賭客（第8集）                                                      |      |
| 彭冠中 | -      | 「南京水秀小籠包」客人（第20集）                                                 |      |
| 招石文 | 朱行長 | 陳元芳同學（第9集）                                                              |      |
| 梁舜燕 | 傻 婆  | 唐茵被殺一案目擊證人（第10集）                                                   |      |
| 鍾志光 | 李志昌 | 金大川之友 與金大川串通騙取「長僑俱樂部」金錢（第10集）                          |      |
| 蘇敏聰 | 谷志德 | 「長僑俱樂部」賭客 其父與顧長城為世交 遭蕭堃打傷（第10集）                       |      |
| 曾梓明 | -      | 谷志德跟班（第10集）                                                             |      |
| 陳狄克 | 煙鏟貴 | 打劫賊仔 谷志德遭打傷一案，石世九時間證人（第10集）                              |      |
| 邵傳勇 | 大佬英 | 聶進仇家（第10集）                                                               |      |
| 子明   | -      | 餐廳老闆 唐茵被殺前關鍵人（第11集）                                              |      |
| 徐 榮  | -      | 酒客 打傷聶進（第11集）                                                          |      |
| 何偉業 | 強     | 「強記麵粉」職員（第12集）                                                       |      |
| 葉凱茵 | 鄧 太  | 鄧局長之妻（第12集）                                                             |      |
| 張貝茜 | -      | 店員（第13集）                                                                   |      |
| 郭力行 | 鄭 發  | 周磐前手下 遭顧學之收買故意傷害顧長城，不幸打傷聶曼華 遭游閘北滅口殺害（第13集） |      |
| 傅劍虹 | -      | 獄警 遭顧長城收買殺害陳元芳（第15集）                                            |      |
| 布偉傑 | John   | 洋人 顧學之朋友 與聶曼華跳舞時毛手毛腳（第16集）                                 |      |
| 鄺佐輝 | -      | 上海電台台長 受聶曼華所托讓其在電台講故事喚醒石世九（第20集）                    |      |

## 外部連結
- 上海傳奇 - TVBAnywhere 北美官方網站 （页面存档备份，存于）
- YouTube上的TVB完整版劇集《上海傳奇》(粵語中字)播放列表TVB Drama - Crime & Mystery 神秘頻道
- 豆瓣电影上《上海傳奇》的資料 （简体中文）